# James Adams (Fußballspieler, 1864)
James „Jimmy“ Adams (* 17. August 1864 in Edinburgh, Schottland; † 21. April 1943 in Kearny, New Jersey) war ein schottischer Fußballspieler und -schiedsrichter.

## Laufbahn
James Adams spielte ab 1885 für Heart of Midlothian, mit denen er einmal den schottischen Pokal gewann. Später schloss er sich für zwei Jahre dem englischen Verein FC Everton an, bevor er, erneut bei den Hearts, seine Laufbahn ausklingen ließ.
Er bestritt zudem drei Länderspiele für die schottische Nationalauswahl.
Nach dem Ende seiner Spielerlaufbahn wurde Adams Schiedsrichter. Später siedelte der gelernte Maurer in die USA über, wo er 1943 starb.

## Erfolge
- Schottischer Pokalsieger (1): 1890/91